# Marcel Cheron
Pour les articles homonymes, voir Cheron.
 (novembre 2019).
 (novembre 2019).
Si vous disposez d'ouvrages ou d'articles de référence ou si vous connaissez des sites web de qualité traitant du thème abordé ici, merci de compléter l'article en donnant les références utiles à sa vérifiabilité et en les liant à la section « Notes et références ».
Marcel Cheron (né à Ittre, le 10 août 1957) est un homme politique belge, membre d'Ecolo et historien.

## Carrière politique
Ancien militant de Sep (Solidarité et participation).
Mandat politique exercé antérieurement ou actuellement
- 1991-1995 : 
  - Membre de la Chambre des Représentants,
  - Député wallon (= membre du Conseil Régional wallon)
    - Député du Conseil de la Communauté française (depuis le 07/01/1992)
- 1995-1999 : 
  - Député wallon (= membre du Conseil Régional wallon)
    - Député du Conseil de la Communauté française
- 1999-2003 : 
  - Député wallon (= membre du Conseil Régional wallon)
    - Président du groupe ECOLO du Conseil de la Communauté française
      - Sénateur communautaire (du 06/07/1999 au 12/06/2003)
- 2003 - 2014: 
  - Député wallon (= membre du Conseil Régional wallon, depuis 2005 : du Parlement wallon)
    - Président du groupe ECOLO du Parlement de la Communauté française
      - Sénateur de Communauté (du 06/07/2004 au 08/11/2005)
      - Sénateur de Communauté (du 03/07/2007 au 07/05/2010)
      - Sénateur de Communauté (depuis le 07/07/2010)
- 2014 - 
  - Député fédéral

Marcel Cheron fait partie en 2008 du groupe des 18 responsables politiques chargés de négocier la future réforme de l'État sous la houlette d'Yves Leterme.

## Décorations
- Grand officier de l'ordre de Léopold (25 mai 2019)[1]. Commandeur le 6 juin 2010[2]. Officier le 11 mai 2003[3].